# Kreypau
Kreypauis een voormalige gemeente in de Duitse deelstaat Saksen-Anhalt, en maakt deel uit van de Landkreis Saalekreis.
Kreypau telt 317 inwoners en heeft twee woonwijks: Kreypau en Wüsteneutzsch.
Kreypau was 31 december 2009 in de stad van Leuna opgenomen.

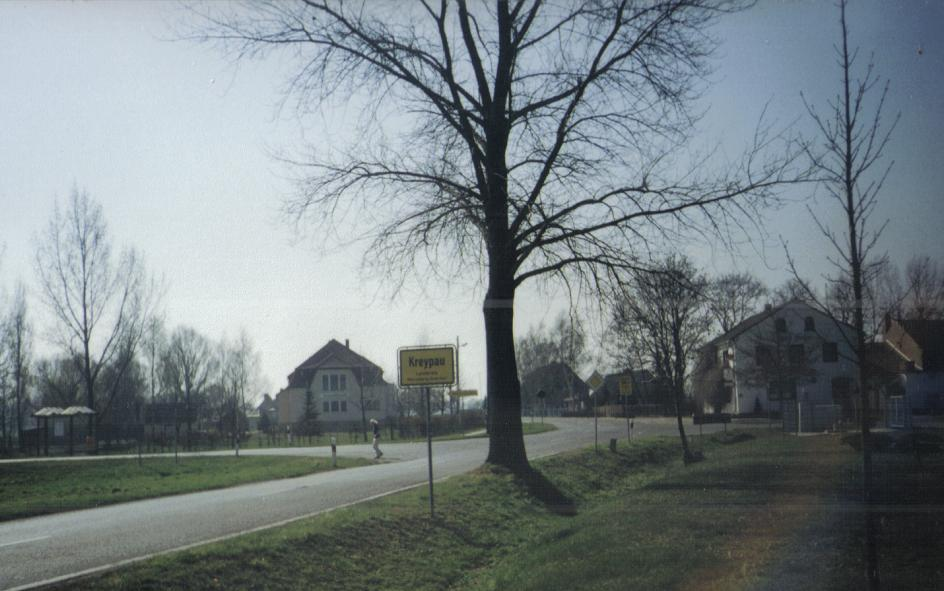
Uitzicht Kreypau
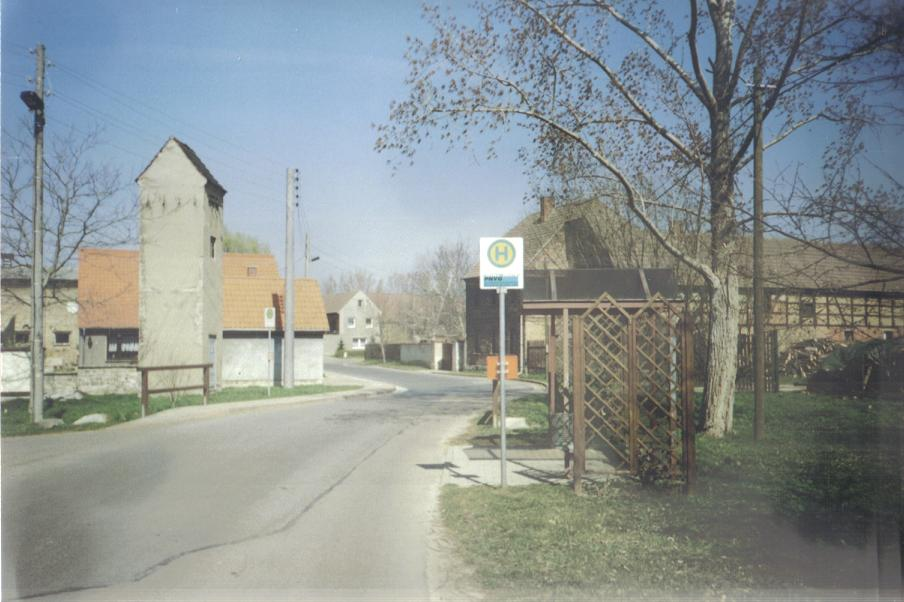
Uitzicht Wüsteneutzsch